# لاسنتر (واشینگتن)
لاسنتر (به انگلیسی: La Center) شهری در شهرستان کلارک، ایالت واشنگتن است که در سرشماری سال ۲۰۱۰ میلادی، ۲۸۰۰ نفر جمعیت داشته است. 